# هاگوشی
هاگوشی (به لاتین: Hagushi) یک منطقهٔ مسکونی در ژاپن است که در تومیتان واقع شده‌است.